# NGC 5416
NGC 5416 is een spiraalvormig sterrenstelsel in het sterrenbeeld Ossenhoeder. Het hemelobject werd op 19 maart 1784 ontdekt door de Duits-Britse astronoom William Herschel.

## Synoniemen
- UGC 8944
- MCG 2-36-14
- ZWG 74.52
- IRAS 13597+0940
- PGC 49991